# 가시와바라촌 (나가노현)
가시와바라촌(일본어: 柏原村)은 일본 나가노현 가미미노치군에 있던 촌이다. 현재의 시나노정에 해당한다.

## 역사
- 1889년 4월 1일 -정촌제 시행에 의해 근시이후의 가시와바라촌이 단독으로 자치체를 형성하였다.
- 1955년 7월 1일 - 후지사토촌과 합병해 시나노촌이 성립하여 동일 가시와바라촌은 폐지되었다.

## 교통

### 철도
- 일본국유철도
  - 신에쓰 본선

### 도로
- 국도 제18호선

## 참고문헌
- 角川日本地名大辞典 20 長野県